# Дуб «Космос»
Дуб «Космос» (также «Гагаринский дуб» или «Дуб Гагарина») — дерево в центре Тайницкого сада в Московском Кремле. Посажен первым космонавтом Земли Юрием Гагариным 14 апреля 1961 года, в честь первого пилотируемого орбитального полёта, произошедшего двумя днями ранее.

## История

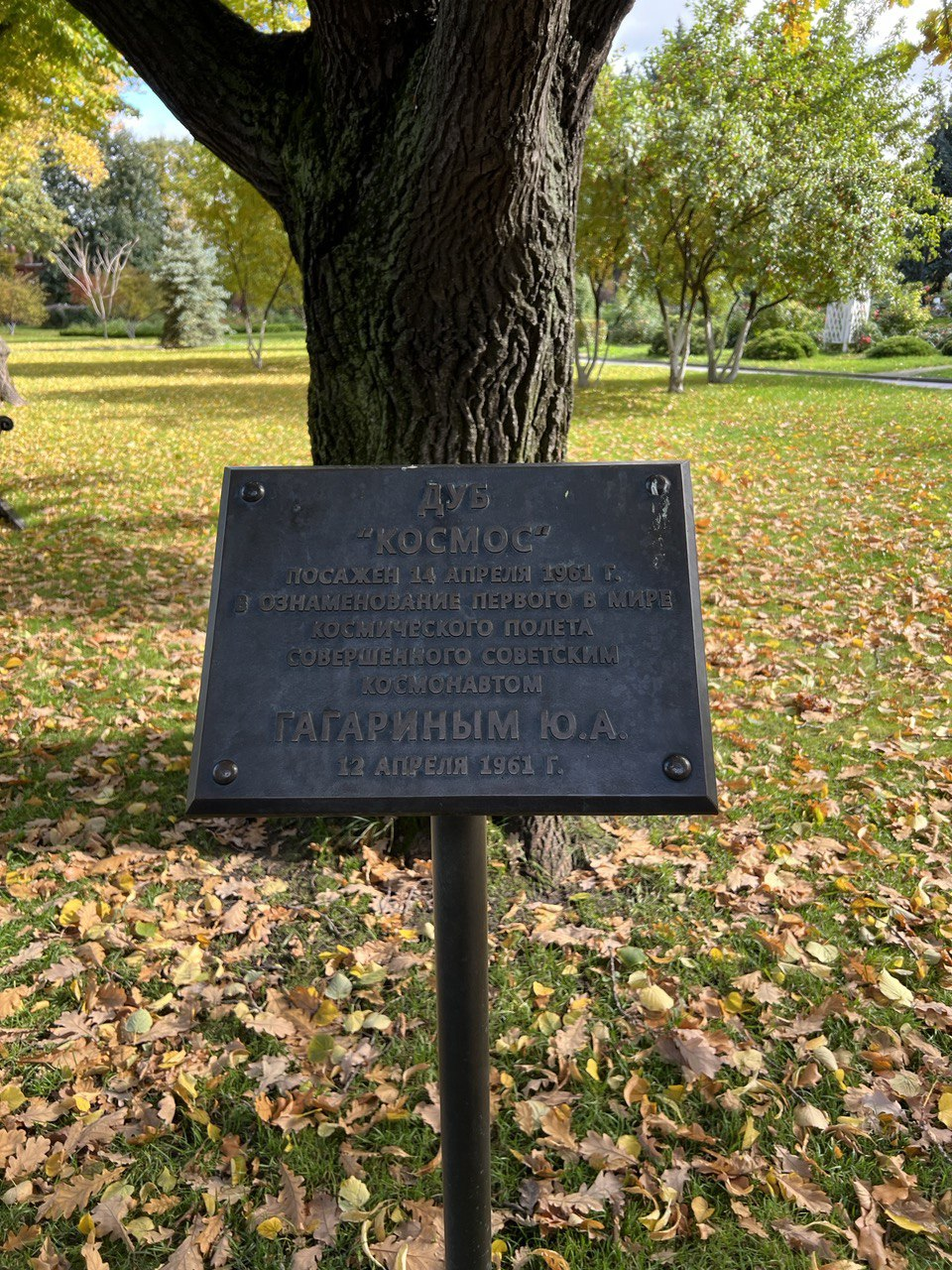
Мемориальная доска дуба «Космос».

После полёта на космическом корабле «Восток-1» Юрий Гагарин прибыл 14 апреля в Москву, на торжественный приём в Большом Кремлёвском дворце. Тогда-то он и посадил в Тайницком саду дуб.
Существует городская легенда, что когда Юрий Гагарин погиб, его дуб тоже стал засыхать, и только после долгих уговоров ухаживавшего за ним садовника вновь ожил.
В 2019 году потомок дуба «Космос» был высажен у севастопольской школы № 54, носящей имя Юрия Гагарина.

## Другие известные «космические» дубы
- На территории Московского Кремля растёт дуб, посаженный в память об успешном полёте третьего советского космонавта и лесника Андрияна Николаева[5].
- В Вологде растут дубы, посаженные в 1965 году Алексеем Леоновым и Павлом Беляевым[6].
- В Северной Осетии, во Владикавказе на площади Свободы растёт красный дуб, посаженный в 1966 году Валентиной Терешковой возле бывшего памятника Серго Орджоникидзе[7][8].
- Ещё один «дуб Гагарина» растёт в селе Пэулешть в Республике Молдова. Согласно местной легенде, в полёт с Гагариным для экспериментов были отправлены несколько желудей. Один из них и достался жителю села, ездившему в Москву к 100-летию со дня рождения Ленина[9]. Однако точное местоположение этого дуба в селе неизвестно, да и сама история вызывает сомнения, хотя приобрела известность[10].